# Colour by Numbers
Colour By Numbers é o segundo álbum de estúdio da banda britânica Culture Club, lançado em 1983.
Esse álbum é considerado o melhor da banda pelos fãs. Que contém os hits "Karma Chameleon", "It's a Miracle", "Church of The Poison Mind", "Miss Me Blind" e "Victims".
| Críticas profissionais                                                      | Críticas profissionais |
| Avaliações da crítica                                                       | Avaliações da crítica  |
| Fonte                                                                       | Avaliação              |
| --------------------------------------------------------------------------- | ---------------------- |
| allmusic                                                                    | [ 2 ]                  |
| Robert Christgau                                                            | (B+)                   |
| Rolling Stone                                                               | [ 4 ]                  |
| Slant                                                                       | [ 5 ]                  |
| Esta tabela precisa de ser acompanhada por texto em prosa. Consulte o guia. |                        |

## Visão global
O álbum conta com vários sucessos internacionais, como "Church of The Poison Mind" e o sucesso mundial "Karma Chameleon", que teve vendas de mais de um milhão de cópias, somente, no Reino Unido. Colour by Numbers mostrou os vocais de Helen Terry ao lado de Boy George, e melhorou a fórmula de sucesso do álbum de estreia "Kissing to Be Clever".
Em 1989, Colour by Numbers foi classificado com a posicão # 96 pela revista Rolling Stone em lista dos 100 maiores álbuns dos anos 80. O álbum também está incluído no livro 1001 Albuns Para Ouvir Antes de Morrer.
O álbum já vendeu mais de 10 milhões de cópias em todo o mundo e, como seu antecessor, contém vários singles. "Church of The Poison Mind" foi Top 10 no Reino Unido, EUA, Canadá, Austrália e vários países europeus. "Karma Chameleon", no entanto, foi a faixa do álbum que alcançou # 1 em quase toda parte. "Victims" foi lançado na Europa e Austrália, e foi um sucesso em vários países, incluindo o Top 5 no Reino Unido e Austrália. "Miss Me Blind" foi lançado na América do Norte, América do Sul, Japão e Austrália com grande sucesso (Top 5 nos EUA e Canadá), e "It's a Miracle" foi o single seguinte, tornando-se Top 10 ou Top 20 em vários países. "Mister Man" foi lançado como single na África do Sul.
O álbum foi certificado diamante no Canadá, e também foi ouro, platina ou multi-platina em muitos outros países. Ele foi 4x platina nos Estados Unidos em sua época de lançamento, mais de 4 milhões de cópias vendidas, e alcançou a posição # 2, somente atrás de Thriller de Michael Jackson.
Em uma entrevista em 1998, os quatro membros do Culture Club concordaram que "Colour By Numbers" foram seu melhor trabalho. O álbum foi remasterizado em 2002 e 2003, para o Box de Culture Club e para um re-lançamento. Em 2005, o álbum também foi lançado no Japão em uma caixa de papelão, similar à obra de arte do vinil original, apresentando também as faixas remasterizadas e cinco músicas bônus como a versão de 2003.

## Faixas
Todas as faixas por Culture Club.

### Lado 1
1. "Karma Chameleon" – 4:12
2. "It's a Miracle" – 3:25
3. "Black Money" – 5:19
4. "Changing Every Day" – 3:17
5. "That's the Way (I'm Only Trying to Help You)" – 2:45

### Lado 2
1. "Church of the Poison Mind" – 3:30
2. "Miss Me Blind" – 4:30
3. "Mister Man" – 3:36
4. "Stormkeeper" – 2:46
5. "Victims" – 4:55

## Reedição 2003
1. "Man-Shake" – 2:34
2. "Mystery Boy" (Suntori Hot Whiskey Song) – 3:33
3. "Melting Pot" – 4:31
4. "Colour by Numbers" – 3:57
5. "Romance Revisited" – 5:00